# Azzemansweiler
Azzemansweiler (auch Azzemanswiler oder Atzmannshofen genannt) ist ein abgegangener Weiler auf der Gemarkung der Gemeinde Leutenbach im baden-württembergischen Rems-Murr-Kreis. Über die Geschichte der Wüstung ist nicht viel bekannt. Über die genaue Lage der Siedlung gehen die Meinungen auseinander.

## Geschichte
Erstmals urkundlich erwähnt wurde Azzemansweiler in einer Urkunde von 1245. In dieser Urkunde bestätigte Papst Innozenz IV. dem Augustiner-Chorherrenstift Backnang Güter, Rechte und Privilegien in verschiedenen Ortschaften, darunter auch Besitztümer in Azzemanaswyler. 1393 wird der Ort unter dem Namen Atzmannshofen genannt. Anscheinend war der Weiler mit mehreren Höfen zu einer Einzelsiedlung herabgesunken. Um 1430 wird ein Heinz als Besitzer von Atzmannshofen erwähnt, der Abgaben in Form von 2 Malter Korn, 3 Malter Haber und 3 Malter Dinkel an das Stift leisten musste. 1453 erwarb die Grafschaft Wirtenberg den Hof von den Augustiner-Chorherren. Zum letzten Mal wurde Atzmannshofen 1462 erwähnt, als der unterlegene Graf Ulrich V. von Wirtenberg nach der Schlacht von Seckenheim das Amt Marbach an Kurfürst Friedrich I. von der Pfalz verpfänden musste.
Über die weitere Geschichte der Siedlung ist nichts bekannt. Manche Heimatforscher vermuten, dass Atzmannshofen nicht abgegangen, sondern um 1473 in Heidenhof (Haydenhoff) umbenannt worden wäre. Andere vermuten, dass Azzemansweiler mit dem heutigen Weiler zum Stein identisch ist.